# Дечо (региoн)
Дечо (региoн) (енгл. Dehcho Region Deh Cho) је један од пет административних региона на северозападним територијама Канаде. Према општинским пословима и питањима регионална заједница се састоји од шест заједница са регионалном канцеларијом која се налази у Форт Симпсону. Све заједнице у Дечоу су претежно припадници прве нације Дечо.

## Заједнице
Регион Дечо укључује следеће заједнице:
| Заједнице      | Заједнице     | Заједнице       | Демографија (2016) | Демографија (2016)               | Демографија (2016)               | Демографија (2016)               | Демографија (2016)               |
| Име            | Име           | Врста           | 2016.              | Профил абориџинског становништва | Профил абориџинског становништва | Профил абориџинског становништва | Профил абориџинског становништва |
| Званично       | Традиционално | Врста           | Укупно             | Први народи                      | Метиси                           | Инуит                            | Остали                           |
| -------------- | ------------- | --------------- | ------------------ | -------------------------------- | -------------------------------- | -------------------------------- | -------------------------------- |
| Форт Лијард    | Echaot'ı̨e Kų́ę́ | Насеље          | 500                | 440                              | 15                               | 0                                | 85                               |
| Форт Симпсон   | Łı́ı́dlı̨ Kų́ę́    | Село            | 1.202              | 800                              | 85                               | 20                               | 570                              |
| Жан Мари ривер | Tthek'éhdélı̨  | Именовани орган | 77                 | 75                               | 0                                | 0                                | 0                                |
| Нахани Бут     | Tthenáágó     | Именовани орган | 87                 | 85                               | 10                               | 0                                | 0                                |
| Самба Кʼе      |               | Именовани орган | 88                 | 60                               | 10                               | 0                                | 35                               |
| Вригли         | Pedzéh Kı̨́     | Именовани орган | 119                | 110                              | 0                                | 10                               | 10                               |